# Пирокатехиновый фиолетовый
Пирокатехиновый фиолетовый (ПКФ, пирокатехинсульфофталеин) — органическое вещество трифенилметанового ряда, металлохромный индикатор.

## Свойства
Пирокатехиновый фиолетовый представляет собой красно-коричневые кристаллы с металлическим блеском. Нерастворим в бензоле, хорошо растворим в воде и этаноле. Способен образовывать ярко окрашенный лак с ионами Zr(IV), в связи с чем его 0,1%-растворы применяются для их обнаружения.
Пирокатехиновый фиолетовый используется для комплексонометрического обнаружения ионов Bi(III), Th(IV), Ga(III), Pb(II), Cu(II), Fe(II), Fe(III), Co(II), Mn(II), Ni(II), Cd(II), Mg(II), Zn(II) и др. Применяется также для фотометрического определения ионов Cu(II), Sn(II), Zr(IV), Cr(III), Cr(VI), Nb(IV), Sb(III), Y(III) и лантаноидов.